# Explorerprogrammet
Explorer-programmet var USA's første vellykkede serie af satellitter. Det begyndte som et forslag fra hæren om, at man skulle placere en videnskabelig satellit i omløbsbane under det Internationale geofysiske år (1. juli 1957 til 31. december 1958). Dette blev oprindelig afvist, men projektet blev taget op igen efter, at Sovjetunionen havde opsendt den første Sputnik-satellit.